# Robert Remus
Robert Remus (* 27. August 1948 in Buford, South Carolina), besser bekannt unter seinem Ringnamen Sgt. Slaughter, ist ein ehemaliger US-amerikanischer Wrestler. Er ist Mitglied der WWE Hall of Fame.
Sowohl der Name als auch das Aussehen des Drill-Instructors Sergeant Slaughter der Cartoon- und Spielzeugserie G.I. Joe sind ihm nachempfunden.

## Karriere

### Anfänge
Remus wurde von Verne Gagne trainiert und hatte seine ersten Erfolge unter bürgerlichem Namen in der NWA, wo er einige regionale Titel hielt. 1975 wechselte er zur American Wrestling Association (AWA), und man benannte ihn in Bob Slaughter um. Nach einem kurzen Engagement bei Georgia Championship Wrestling im September und Oktober 1977 tauchte er als Super Destroyer Mark II mit Manager Lord Alfred Hayes erneut in der AWA auf, wo er bis Oktober 1980 blieb.

### WWF-Debüt als Sgt. Slaughter
Schließlich debütierte Remus als Sgt. Slaughter in der World Wrestling Federation und bekam The Grand Wizard als Manager. Er agierte dort zunächst als Bösewicht und fehdete mit dem etablierten Wrestler Pat Patterson. Ende 1981 wechselte Remus zu Mid Atlantic Wrestling und errang dort den NWA World Tag-Team Titel mit Don Kernodle sowie den NWA United States Titel.
Nachdem er 1983 einige Auftritte für Jim Crockett Promotions, einen Vorläufer von World Championship Wrestling, absolviert hatte, trat er ab April des Jahres erneut bei der WWF auf und wurde Anwärter auf den Schwergewichtstitel, der zu dieser Zeit von Bob Backlund gehalten wurde. 1984 vollzog man eine Gesinnungswandlung mit Remus und ließ ihn fortan als amerikanischen Patrioten auftreten und gegen The Iron Sheik und andere als USA-Gegner auftretende Wrestler fehden. Als jedoch Hulk Hogan verpflichtet wurde und zum Superstar der Promotion avancierte, ging Remus 1985 zurück zur AWA.

### American Wrestling Association (1985–1990)
In der AWA gewann er den America´s Heavyweight Titel, indem er Larry Zbyszko besiegte. Er verteidigte ihn gegen Kamala, Boris Zhukov, und Nick Bockwinkel, bevor der Titel ausgemustert wurde. Ferner fehdete er dort mit dem Stable von Adnan Al-Kaissey, den Road Warriors, Col. DeBeers, Stan Hansen sowie Zbyszko um den AWA-Titel.

### World Wrestling Federation (seit 1990)

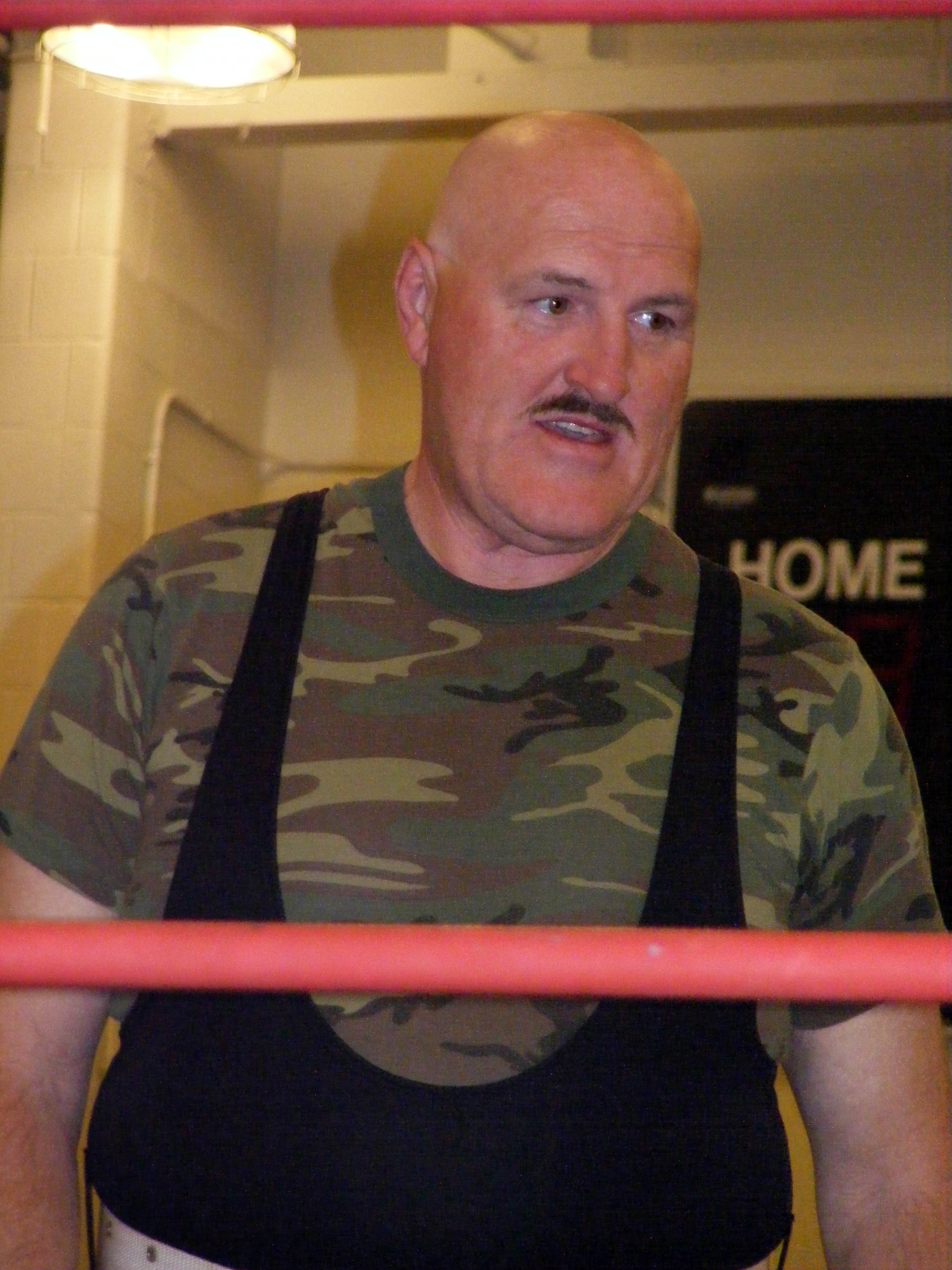
Sgt. Slaughter, 2009

Als Slaughter 1990 zur WWF zurückkehrte, bekam er entgegen seinem bisherigen Patriotengimmick das eines Irak-Sympathisanten mit General Adnan als Manager. Man wollte die aktuelle Golfkriegssituation ausnutzen und Remus zur absoluten Hassfigur aufbauen. Dies gelang so gut, dass Remus zeitweise eine schusssichere Weste tragen musste, wenn er nicht im Ring stand.
Beim Royal Rumble 1991 besiegte er nach Eingriff von Randy Savage schließlich den Ultimate Warrior und erhielt den WWF Heavyweight Titel. Er begann darauf ein Fehdenprogramm mit Hulk Hogan und musste den Titel bei Wrestlemania VII wieder an diesen abgeben. Die Fehde endete in einem 3 gegen 2 Handicap Match beim Summerslam 1991, bei dem Hogan und der Ultimate Warrior gegen Remus, General Adnan und den Iron Sheik (als Colonel Mustafa) antraten und diese besiegten.
Nach dieser Fehde kehrte Remus wieder als geläuterter Patriot zurück und teamte mit Hacksaw Jim Duggan, unter anderem gegen die Nasty Boys, und war bei Wrestlemania VIII in einem 8-Mann-Tag-Team-Match mit Duggan, Virgil und The Big Boss Man gegen die Nasty Boys, Repo Man und The Mountie siegreich.
Nach einer längeren Pause kehrte Remus 1997 in der Rolle eines On-Air Commissioners zur WWF zurück. Er wurde in eine Fehde mit der D-Generation X involviert und bestritt im Zuge dieser ein Boot Camp Match ohne Disqualifikation gegen Triple H. 1998 trat er als einer der Handlanger von Vince McMahon auf, der sich inzwischen selbst zum Bösewicht gemacht hatte. Ende 1998 wurde Shawn Michaels Commissioner und Remus trat wieder kürzer.
Remus tauchte in der Folgezeit nur noch sporadisch auf, meistens um jungen Wrestlern zu helfen, bekannter zu werden, oder aber bei der Battle Royal der WrestleMania XVII.
Im Jahr 2004 wurde er von Pat Patterson in die WWE Hall of Fame eingeführt. Am 13. Januar 2009 wurde er im Zuge von Einsparmaßnahmen von der WWE entlassen, aber 2010 wieder als Berater eingestellt.
In einer Spezialausgabe von RAW (RAW Old School) am 15. November 2010, bei der auch zahlreiche andere Hall Of Famer zu sehen waren, trat er in einem Match gegen Alberto Del Rio an. Bei RAW am 4. Juli 2011 hatte Remus ein weiteres Match gegen Jack Swagger, das er verlor.

## Neben dem Wrestling
Die Figur des Sgt. Slaughter, die Remus verkörperte, wurde auch für die Cartoon- und Spielzeugserie G.I. Joe benutzt. Remus sprach für die TV-Version die Synchronstimme und spielte auch in G.I. Joe: The Movie mit. Des Weiteren erschien Remus in der Rolle Slaughters als Gaststar in der Super Mario Bros. Super Show, in der sein Wrestlingkollege Lou Albano den Mario spielte.
In der Mitte der 1980er-Jahre brachte Remus eine LP mit dem Titel Sgt. Slaughter and Camouflage Rocks America heraus. Remus spielte zudem eine kleine Gastrolle im Film Bad Guys – Brutaler als die Polizei erlaubt mit Adam Baldwin (1986), in der er seine bekannteste Rolle Sgt. Slaughter darstellte.

## Manager
- Lord Alfred Hayes
- Bobby „The Brain“ Heenan
- The Grand Wizard
- General Adnan
- Oliver Humperdink

## Championships
- American Wrestling Association

- AWA America’s Championship (1-mal)
- AWA British Empire Heavyweight Championship (1-mal)

- Heart of America Sports Attractions/Central States Wrestling

- NWA Central States Heavyweight Championship (3-mal)

- Maple Leaf Wrestling

- NWA Canadian Heavyweight Championship (Toronto version) (1-mal)

- Jim Crockett Promotions/Mid-Atlantic Championship Wrestling

- NWA United States Heavyweight Championship (2-mal)
- NWA World Tag Team Championship (Mid-Atlantic version) (1-mal) – mit Don Kernodle

- NWA Tri-State

- NWA United States Tag Team Championship (Tri-State Version) (1-mal) – mit Buck Robley

- World Wrestling Federation/Entertainment

- WWF Championship (1-mal)

- Andere Titel

- NWF American Heavyweight Championship (1-mal)
- USA Pro Wrestling Heavyweight Championship (1-mal)